# Гладкий скат
Гладкий скат (лат. Dipturus batis) — вид хрящевых рыб семейства ромбовых скатов. Самый крупный представитель данного семейства, достигает длины 285 см. Донная рыба, обитающая на глубине от 100 до 1000 м, обычно встречается на глубине 100—200 м в прибрежных участках над илистыми или песчаными грунтами. Максимальная продолжительность жизни — 50 лет.

## Таксономия
Гладкий скат впервые описан Карлом Линнеем в 1758 году под именем Raja batis, впоследствии отнесённого к роду Dipturus. В середине 19 столетия среди таксономистов не было единого мнения о видовом статусе гладкого ската, но большинство считало, что следует различать два вида:  Dipturus intermedia и  Dipturus flossada. Однако в 1926 году шотландский зоолог Роберт Кларк в своей обзорной работе признал валидным только один вид Dipturus batis. Данная классификация просуществовала более 80 лет.
Только в начале 21 столетия были проведены тщательные исследования морфологических и генетических особенностей скатов и доказана ошибочность заключения Р. Кларка. Предлагается вернуться к существовавшему разделению на два вида.

## Описание
Рыло очень длинное и остроконечное, его длина в 2,5 — 4 раз больше ширины. Диск ромбовидной формы с резко заострёнными внешними краями. Два спинных плавника расположены на хвосте. У молоди верхняя и нижняя поверхности диска гладкие, а у взрослых крупных особей частично покрыта колючками. Шипы на диске отсутствуют, вдоль хвоста расположены 12 — 18 шипов. Верхняя поверхность диска оливково-серая или коричневая с разбросанными светлыми точками, нижняя поверхность — от пепельно-серого до серо-голубого цвета. Максимальная зарегистрированная длина тела 285 см, хотя обычно не превышает 100 см, максимальная масса тела — 97,1 кг.

## Поведение и питание
Ведёт придонный образ жизни на континентальном шельфе и континентальном склоне, обычно на глубине до 200 м вблизи дна. Однако отмечается и в средних слоях воды. Толерантен к широкому диапазону температуры и глубины. Чаще встречаются небольшими группами, в которые входят особи сходного возраста и пола. Питается преимущественно придонными ракообразными и костистыми рыбами, взрослые особи предпочитают рыбу. В желудках отдельных особей были обнаружены остатки пластиножаберных, в том числе и скатов. В отличие от других видов скатов активно охотится днем и ночью. Тёмная спинная поверхность облегчает охоту в пелагиали.

## Размножение
Самцы созревают при длине 125 см в возрасте 10 лет, размеры самок при созревания точно не установлены, но по оценкам составляют 150 см. Период спаривания приходится на весенние месяцы. В период размножения образуют пары. Соотношение полов в популяциях примерно 1:1, но может варьироваться в зависимости от региона обитания и сезона года. Обнимают друг друга при спаривании. Яйцекладущий вид. Капсулы откладывают весной и летом на песчаное или илистое дно, к которому они прикрепляются жёсткими роговидными отростками. Длина верхних отростков примерно равна длине капсулы и в 2 раза превышает длину нижних. Откладывают одновременно по два яйца. Плодовитость составляет до 40 яиц в год. Яйцевая капсула очень крупная (длина от 106 до 245 мм, ширина от 50 до 145 мм), прямоугольной формы, с чётко выраженными латеральными килями, покрыта плотно прилегающими волокнистыми нитями. Продолжительность развития эмбрионов точно не установлена. Размеры молоди при вылуплении 21,2 — 22,3 см. В первое время молодь может следовать за крупными объектами, такими как взрослая самка ската.

## Распространение
Исторически обитал на континентальном шельфе северо-востока Атлантического океана от Мадейры и побережья Марокко на юге до Исландии и Норвегии на севере, включая Средиземное море. В восточной части Балтийского моря, в западной части Средиземного моря и на юге Северного моря встречался редко. Отсутствовал в Чёрном море и восточной части Средиземного моря. В начале 20 столетия был широко распространён на мелководных участках континентального шельфа вокруг Британских островов, и наиболее обычен в северных и западных районах. Очень редко встречался в Ирландском море, Бристольском заливе и в центральной части Северного моря.
Уловы этого вида в данном регионе снизились в течение 20-го столетия. К 1970-м годам гладкий скат исчез из Ирландского моря, а также из Ла-Манша и северной и центральной части Северного моря. В начале 21 столетия регулярно встречается только к северу и северо-западу от Шотландии, в Кельтском море и вдоль края континентального шельфа над глубинами более 150 м.

## Взаимодействие с человеком
Ромбовые скаты являются важным промысловым объектом в северо-западной Европе и Средиземном море. Гладкие скаты, как наиболее крупные представители семейства, чаще других видов встречались в качестве прилова при многовидовом промысле донными тралами и жаберными сетями. В районах, где гладкие скаты были многочисленными, существовал целевой промысел. Нет точных статистических данных по уловам каждого вида скатов, поскольку учёт ведётся по общему вылову без разделения на виды. С середины 20 столетия наблюдается постоянное увеличение количества орудий лова и их технической оснащенности. Крупные размеры, низкая скорость роста, низкая плодовитость и большие размеры молоди делают этот вид чувствительным к перелову. Хотя только крупные экземпляры скатов пригодны для дальнейшей переработки, в тралы попадаются все размерные группы и даже яйцевые капсулы. Нерациональный промысел привёл к перелову и исчезновению гладких скатов из многих традиционных мест обитания. Объект спортивной рыбалки, однако, выловленных скатов обычно выпускают.
В 2000 году Международный союз охраны природы присвоил этому виду статус «Вымирающий вид», а в 2006 году перевёл его уже в категорию «Виды на грани исчезновения».